# Idioma tem
El tem (temba) o cotocolí, es una de las lenguas gur hablada en Togo, Ghana y Benín. Lo usan los aborígenes.

## Alfabeto
El tono alto se indica con el acento agudo (á é ɛ́ í ɩ́ ó ɔ́ ú ʊ́) mientras que su ausencia india el tono bajo. Las vocales largas están representadas con una letra doble (aa ee ɛɛ ii ɩɩ oo ɔɔ uu ʊʊ).
| Alfabeto   | Alfabeto | Alfabeto | Alfabeto | Alfabeto | Alfabeto | Alfabeto | Alfabeto | Alfabeto | Alfabeto | Alfabeto | Alfabeto | Alfabeto | Alfabeto | Alfabeto | Alfabeto | Alfabeto | Alfabeto | Alfabeto | Alfabeto | Alfabeto | Alfabeto | Alfabeto | Alfabeto | Alfabeto | Alfabeto | Alfabeto | Alfabeto | Alfabeto | Alfabeto | Alfabeto | Alfabeto | Alfabeto | Alfabeto | Alfabeto |
| ---------- | -------- | -------- | -------- | -------- | -------- | -------- | -------- | -------- | -------- | -------- | -------- | -------- | -------- | -------- | -------- | -------- | -------- | -------- | -------- | -------- | -------- | -------- | -------- | -------- | -------- | -------- | -------- | -------- | -------- | -------- | -------- | -------- | -------- | -------- |
| Mayúsculas | A        | B        | C        | D        | Ɖ        | E        | Ɛ        | F        | G        | Gb       | H        | I        | Ɩ        | J        | K        | Kp       | L        | M        | N        | Ny       | Ŋ        | Ŋm       | O        | Ɔ        | P        | R        | S        | T        | U        | Ʊ        | V        | W        | Y        | Z        |
| Minúsculas | a        | b        | c        | d        | ɖ        | e        | ɛ        | f        | g        | gb       | h        | i        | ɩ        | j        | k        | kp       | l        | m        | n        | ny       | ŋ        | ŋm       | o        | ɔ        | p        | r        | s        | t        | u        | ʊ        | v        | w        | y        | z        |